# MeRA25
El Frente Europeo de Desobediencia Realista (en griego: Μέτωπο Ευρωπαϊκής Ρεαλιστικής Ανυπακοής), o MeRA25 (en griego: ΜέΡΑ25) es un partido político griego de izquierda fundado en 2018. Su fundador y secretario es el exmiembro del partido Syriza y exministro de Finanzas, Yanis Varoufakis. El MeRa25 es parte del Movimiento Democracia en Europa 2025 (DiEM25), Primavera Europea y de la Internacional Progresista.

## Historia
El MeRA25 fue fundada el 27 de marzo de 2018 por el exministro de Finanzas de Grecia, Yanis Varoufakis. El partido fue presentado durante un evento especial en Atenas.
En diciembre de 2018, la exmiembro de Syriza y eurodiputada, Sofía Sakorafa, se unió al partido.
El partido participó en las elecciones al Parlamento Europeo de 2019 como parte de DiEM25. Sin embargo no logró obtener un escaño en el parlamento.
En las elecciones al consejo de los Helenos de Grecia del 2019, el partido obtuvo 9 escaños y el 3,44%.

## Nombre
Sin el uso de mayúsculas, las letras de ΜέΡΑ25, μέρα (mera), deletrean una palabra griega para "día", que refleja el diem latino y, por lo tanto, muestra la conexión con DiEM25.

## Posiciones
El partido se presenta como una alianza de "griegos de izquierdas, verdes y liberales progresistas", que se basa en el internacionalismo europeo, la racionalidad económica y la emancipación social. Planea introducir un 'Green New Deal' europeo, como solución a la versión posmoderna de la Gran Depresión. En Grecia, sus 7 principales propuestas de política legislativa son:
- Reestructuración de la deuda nacional.
- Reducción de los excedentes primarios.
- Creación de una empresa de reestructuración de deuda pública.
- La reducción general de los tipos impositivos.
- Creación de una plataforma pública de pago digital.
- Convertir al HRADF en un banco de desarrollo
- Respeto al trabajo remunerado y el emprendimiento creativo[10]

## Resultados electorales

### Consejo de los Helenos
| Elecciones | # de votos   | % de votos | Escaños | +/- | Posición  | Notas |
| ---------- | ------------ | ---------- | ------- | --- | --------- | ----- |
| 2019       | 194.232 (#6) | 3,44%      | 9/300   | 0   | Oposición | -     |
| May. 2023  | 153.495 (#8) | 2,61%      | 0/300   | 9   | -         | -     |
| Jun. 2023  | 130.378 (#9) | 2,50%      | 0/300   | -   | -         | -     |

### Parlamento Europeo
| Elecciones | # de votos   | % de votos | Escaños | +/- |
| ---------- | ------------ | ---------- | ------- | --- |
| 2019       | 162,328 (#7) | 2,99%      | 0/21    | 0   |
| 2024       | 101,127 (#9) | 2,54%      | 0/21    | 0   |